# Zdzisław Kawecki
Zdzisław Kawecki   (Husiatyn, 21 de maig de 1902 - Katin, 1940) va ser un militar i genet polonès que va competir durant la dècada de 1930.
El 1919 es va allistar a l'exèrcit polonès i poc després va lluitar en la Guerra poloneso-soviètica.
El 1936 va prendre part en els Jocs Olímpics de Berlín, on va disputar dues proves del programa d'hípica amb el cavall Bambino. Va guanyar la medalla de plata en la prova del concurs complet per equips, mentre en la prova individual sou divuitè.
Durant la Segona Guerra Mundial va prendre part en la Campanya de Polònia. Després de la Invasió soviètica de Polònia fou arrestat per les tropes soviètiques i detingut a Kozelsk, on l'abril de 1940 fou assassinat per l'NKVD en la massacre de Katin.